# پریش سنت مارک، دومینیکا
پریش سنت مارک (به لاتین: Saint Mark Parish) یکی از پریش‌های دومینیکا است که مرکز آن سوفیر می‌باشد.

## خصوصیات
پریش سنت مارک ۱٬۸۳۴ نفر جمعیت دارد.